# Église Ágios Charálambos (Areópoli)
L’église Ágios Charálambos (en grec moderne : Άγιος Χαράλαμπος) est une église byzantine située à Areópoli, dans le dème du Magne-Oriental (district régional de Laconie, Grèce).
L'église est dédiée à Charalampe de Magnésie, prêtre chrétien en Asie Mineure, martyr au début du IIIe siècle. 
L'édifice est remarquable par son clocher mur à deux étages.

## Quelques vues de l'église

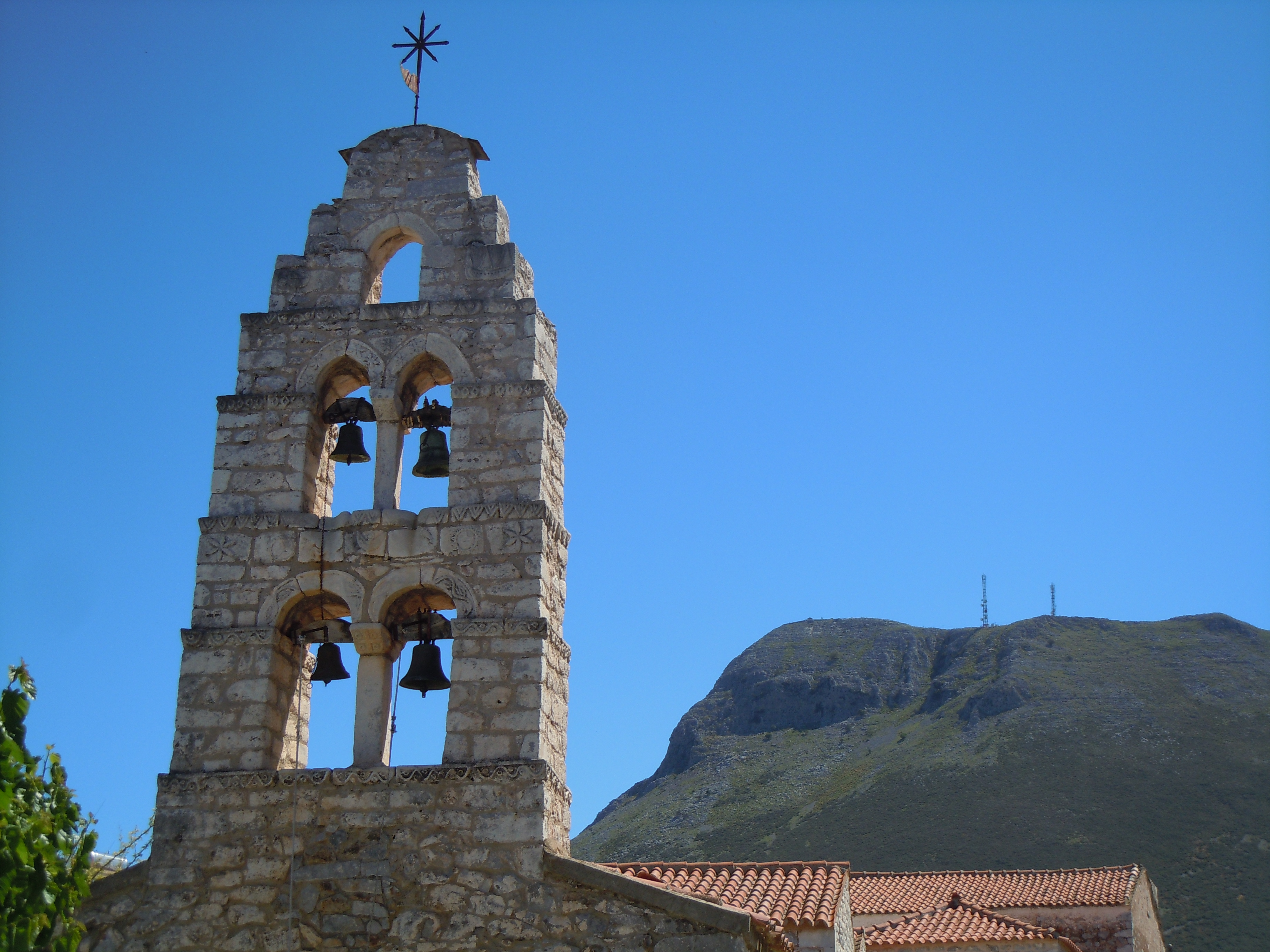
Vue du clocher mur devant le mont Makrylákkoma.
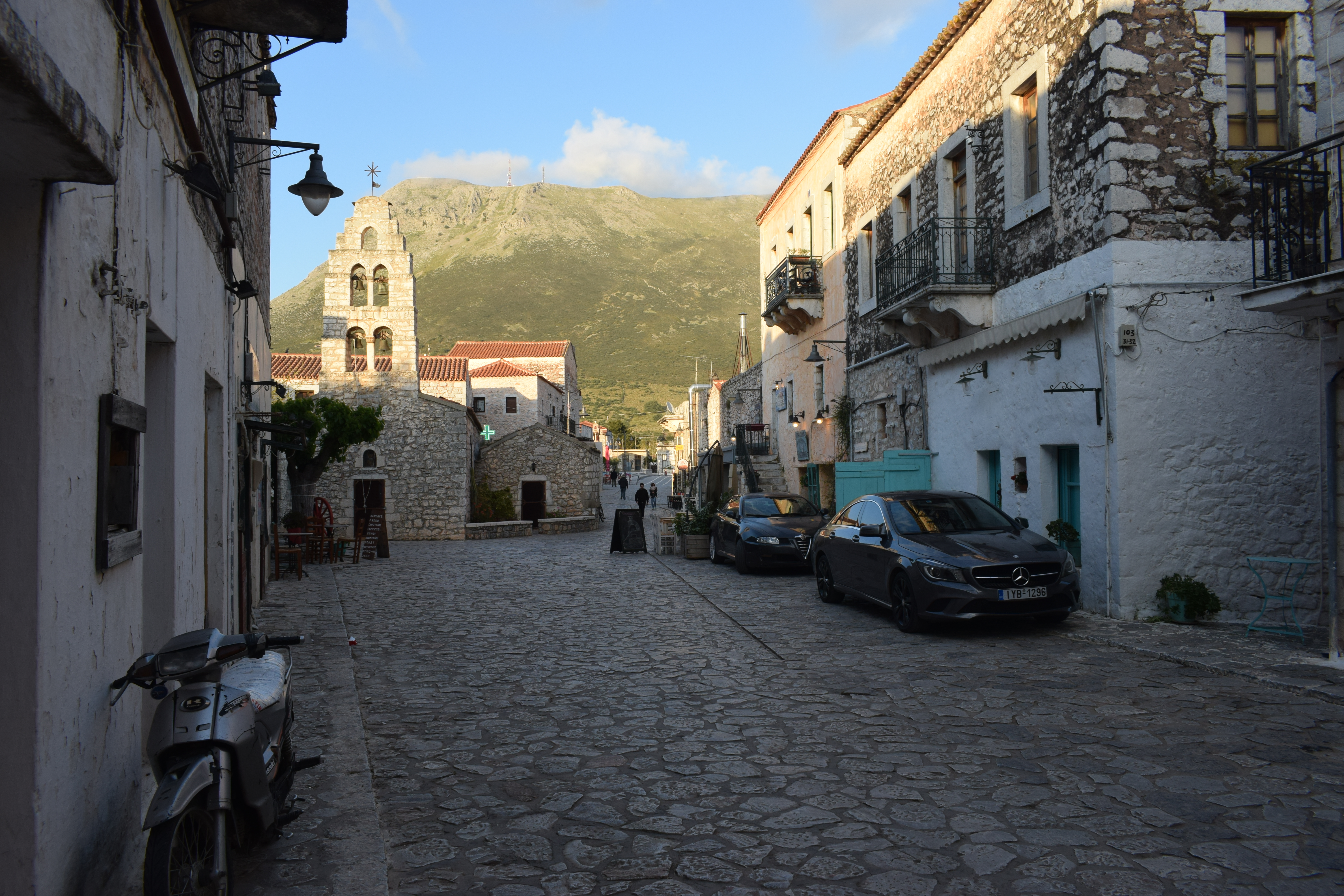
L'église dans son environnement urbain